# Mêda
Mêda és un municipi portuguès, situat al districte de Guarda, a la regió del Centre i a la subregió de Beira Interior Norte. L'any 2004 tenia 6.000 habitants. Es divideix en 16 freguesias. Limita al nord i est amb Vila Nova de Foz Côa, a l'est amb Pinhel, al sud amb Trancoso i a l'oest amb Penedono.

## Població
| Població del concelho de Mêda (1801 – 2004) | Població del concelho de Mêda (1801 – 2004) | Població del concelho de Mêda (1801 – 2004) | Població del concelho de Mêda (1801 – 2004) | Població del concelho de Mêda (1801 – 2004) | Població del concelho de Mêda (1801 – 2004) | Població del concelho de Mêda (1801 – 2004) | Població del concelho de Mêda (1801 – 2004) | Població del concelho de Mêda (1801 – 2004) |
| ------------------------------------------- | ------------------------------------------- | ------------------------------------------- | ------------------------------------------- | ------------------------------------------- | ------------------------------------------- | ------------------------------------------- | ------------------------------------------- | ------------------------------------------- |
| 1801                                        | 1849                                        | 1900                                        | 1930                                        | 1960                                        | 1981                                        | 1991                                        | 2001                                        | 2004                                        |
| 753                                         | 5235                                        | 12011                                       | 11851                                       | 12378                                       | 8964                                        | 7440                                        | 6239                                        | 6000                                        |

## Freguesies
- Aveloso
- Barreira
- Carvalhal
- Casteição
- Coriscada
- Fonte Longa
- Longroiva
- Marialva
- Meda
- Outeiro de Gatos
- Pai Penela
- Poço do Canto
- Prova
- Rabaçal
- Ranhados
- Vale Flor

## Imatges

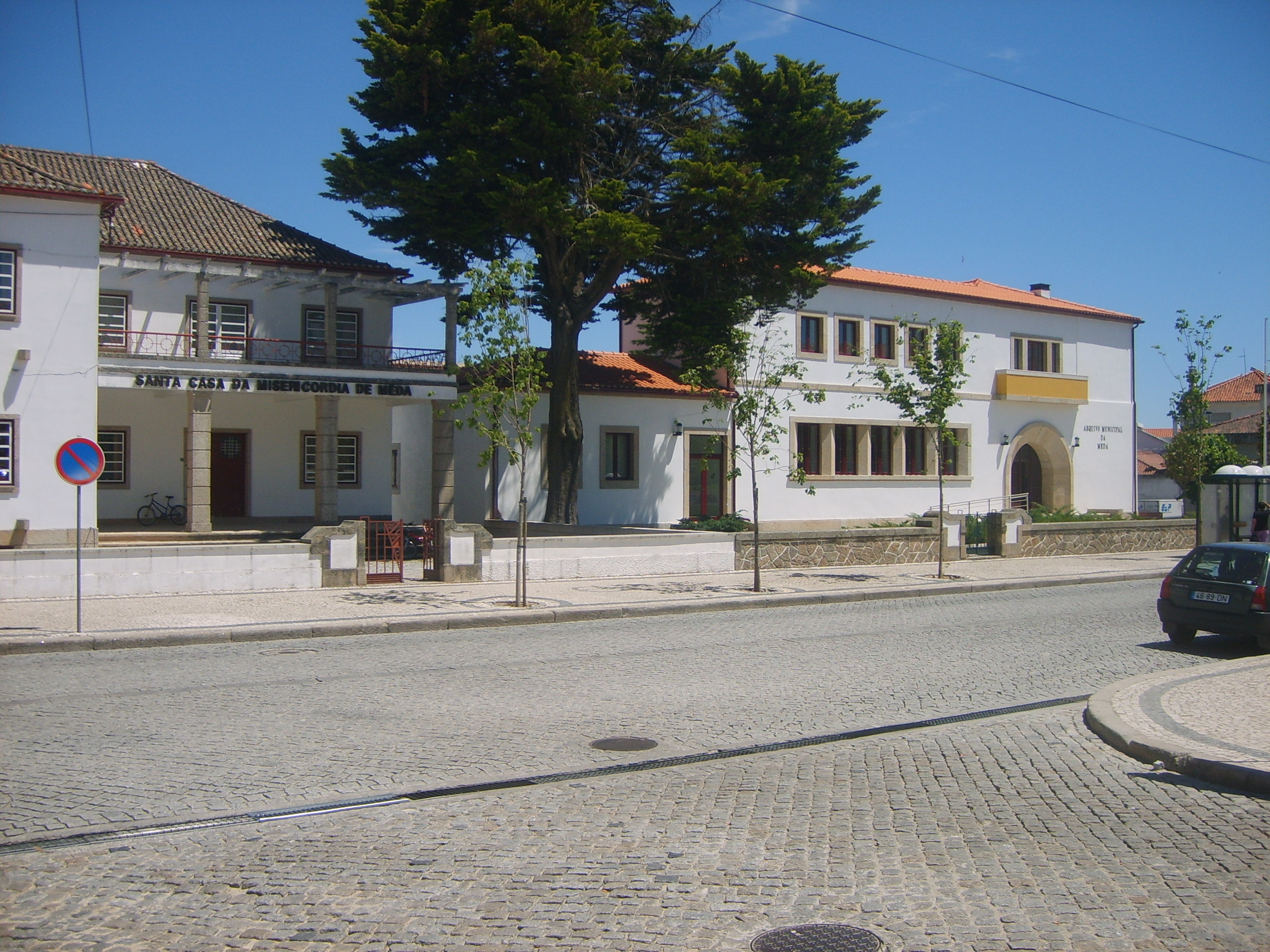
Santa Casa da Misericórdia i arxius municipals
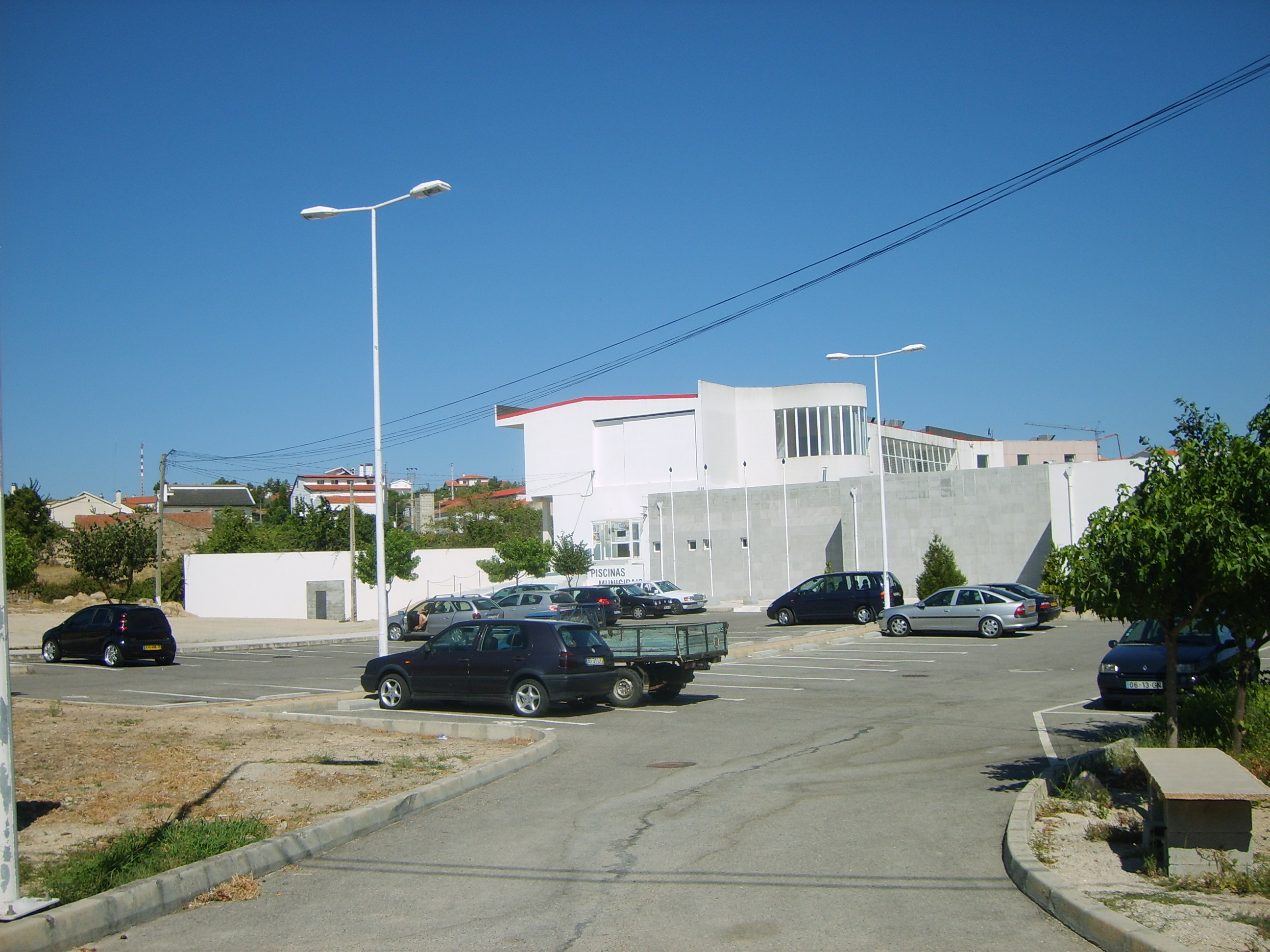
Piscina de Mêda
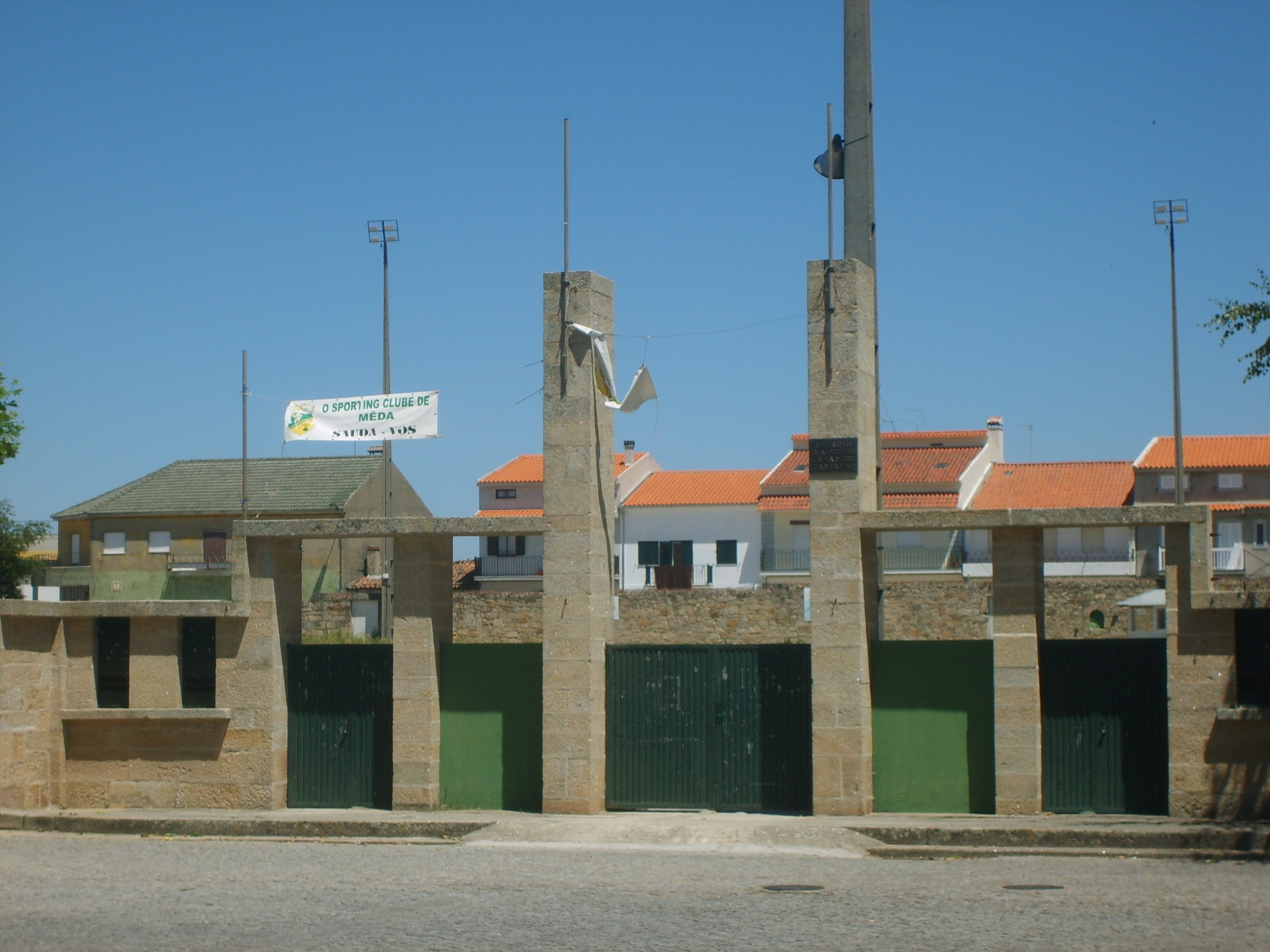
Estadi Municipal
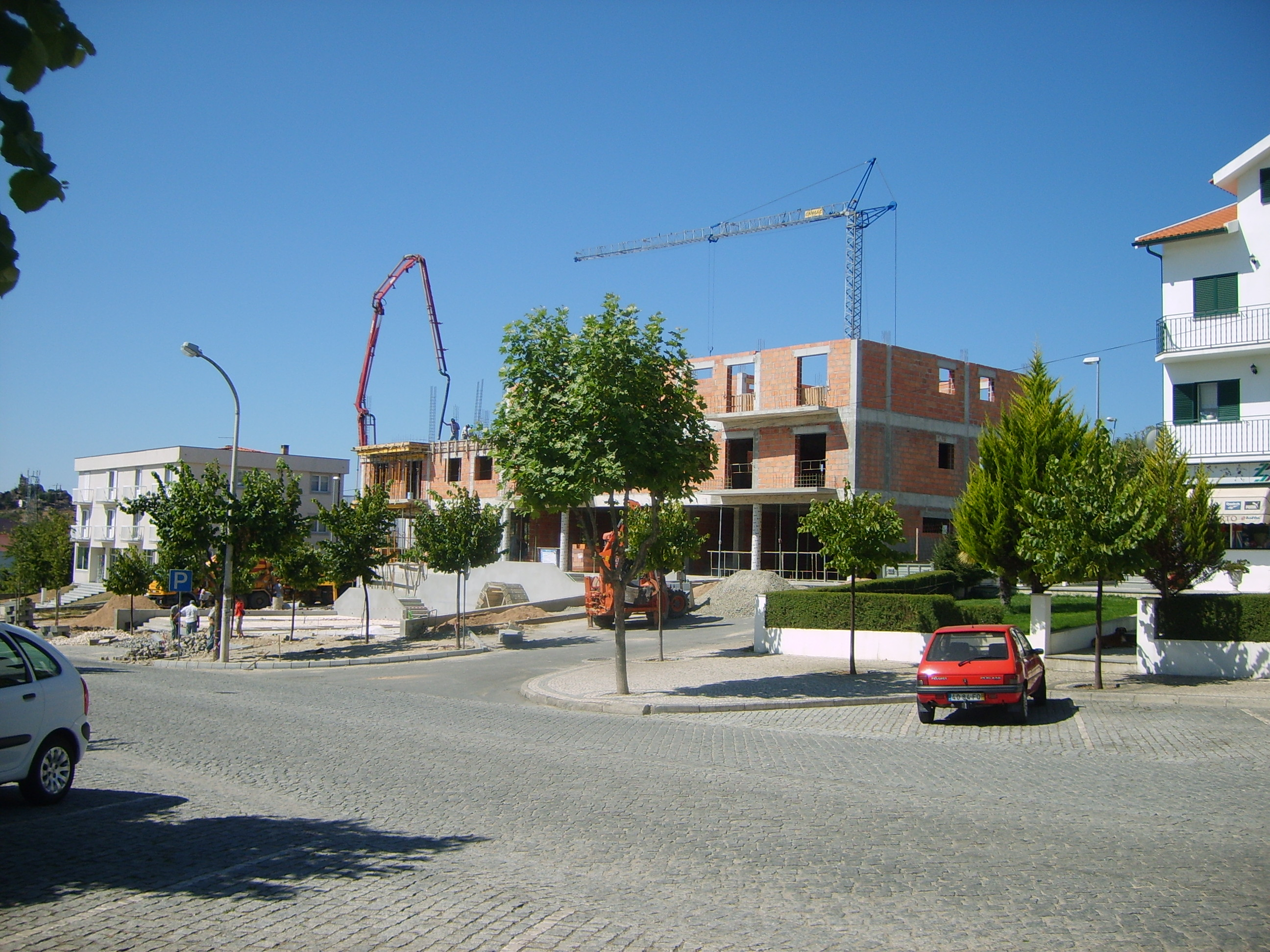
Noves construccions
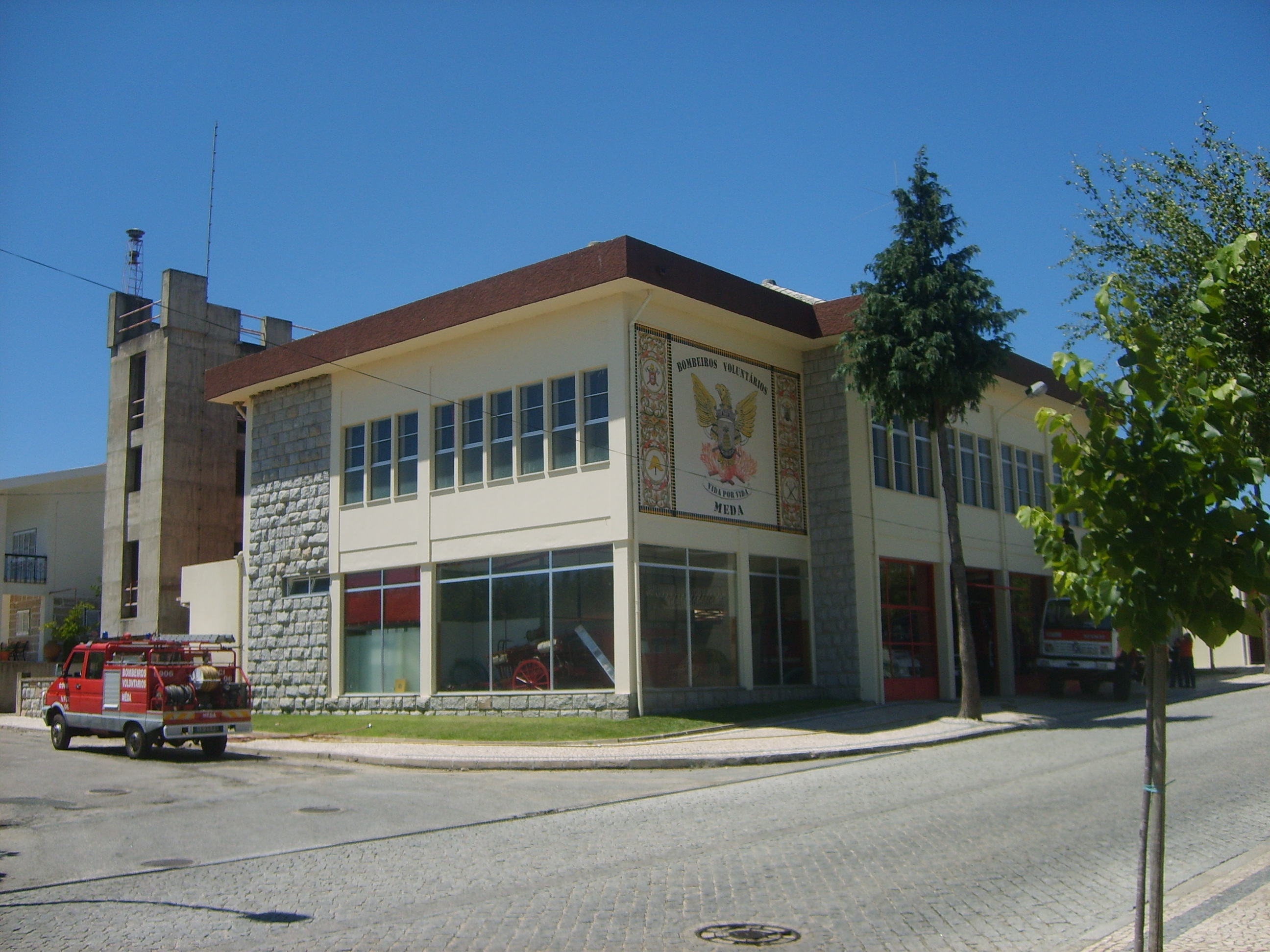
Edifici dels Bombers
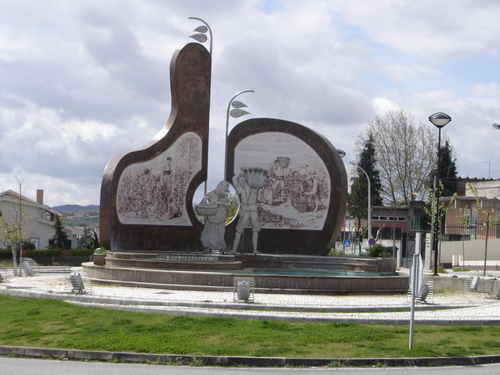
Monument al vitivinicultor